# Wild Peach Village
Wild Peach Village és una concentració de població designada pel cens dels Estats Units a l'estat de Texas. Segons el cens del 2000 tenia 2.498 habitants.

## Demografia
Segons el cens del 2000, Wild Peach Village tenia 2.498 habitants, 882 habitatges, i 701 famílies. La densitat de població era de 96 habitants per km².
Dels 882 habitatges en un 35,9% hi vivien nens de menys de 18 anys, en un 65,1% hi vivien parelles casades, en un 9,6% dones solteres, i en un 20,5% no eren unitats familiars. En el 18,4% dels habitatges hi vivien persones soles el 7,1% de les quals corresponia a persones de 65 anys o més que vivien soles. El nombre mitjà de persones vivint en cada habitatge era de 2,83 i el nombre mitjà de persones que vivien en cada família era de 3,21.
Per edats la població es repartia de la següent manera: un 29,1% tenia menys de 18 anys, un 8,3% entre 18 i 24, un 27,5% entre 25 i 44, un 24,1% de 45 a 60 i un 10,9% 65 anys o més.
L'edat mediana era de 36 anys. Per cada 100 dones de 18 o més anys hi havia 96,2 homes.
La renda mediana per habitatge era de 39.919 $ i la renda mediana per família de 49.250 $. Els homes tenien una renda mediana de 38.606 $ mentre que les dones 23.705 $. La renda per capita de la població era de 17.087 $. Aproximadament el 4,7% de les famílies i el 8% de la població estaven per davall del llindar de pobresa.

## Poblacions més properes
El següent diagrama mostra les poblacions més properes.